# Romano Mussolini
Pour les articles homonymes, voir Mussolini (homonymie).
Romano Mussolini (né le 26 septembre 1927 à Forlì, en Émilie-Romagne, et mort le 3 février 2006 à Rome) est un pianiste de jazz et un peintre italien.

## Biographie
Il était le quatrième enfant (et le troisième fils) de Benito Mussolini et de Rachele Guidi. Bien que le régime censurât le jazz, y voyant une expression de cultures étrangères, il fit la connaissance de cette musique dans les années trente, en la trouvant décrite dans certains magazines, et il commença à jouer du piano en autodidacte, parfois pour accompagner son père, violoniste amateur. Il apprit aussi à connaître quelques musiciens de jazz en vogue, y compris Duke Ellington, qui devait rester son ami même par la suite.
Après la Seconde Guerre mondiale, en essayant de surmonter des difficultés économiques et relationnelles (ce qui l'a amené à se présenter sous un faux nom, voire à chercher des petits boulots), il rejoignit le quintet d'Ugo Calise, qui se produisait dans la région de Naples et qu’il avait rencontré à Ischia, alors qu'il était en résidence forcée en 1945 avec sa mère Rachele et sa sœur Anna Maria ; il commença ensuite à jouer avec Lino Patruno et Carlo Loffredo, avec qui il devait consolider plus tard son lien professionnel et à qui il emprunta quelques airs populaires destinés à devenir des caractéristiques de son mode musical.

### Vie familiale
Il avait épousé Anna Maria Scicolone, sœur de l'actrice Sophia Loren, avec laquelle il eut deux filles, Elisabetta et Alessandra. Divorcé, il eut par la suite, de Carla Puccini (qu'il devait épouser en 1980), une autre fille qu’il nomma Rachele (du nom de sa mère, la femme de Mussolini) ; elle naquit à Wimbledon en 1974, car, comme il n'était pas divorcé, les lois italiennes ne lui permettaient pas de la reconnaitre. Durant sa vie, il avait nettement pris ses distances par rapport à la politique et à l'histoire familiale. Sa fille Alessandra, au contraire, est à la tête de l'Alternativa Sociale italienne, où collaborent divers partis politiques nationalistes et fascistes assumant le passé fasciste de l'Italie. Elle siégea au Parlement européen.
En 2004, il finit par livrer son point de vue sur son père, dans un livre titré Il Duce, mio Padre. Il y décrivait Benito Mussolini comme un père sensible et affectueux.
Au début de l'année 2006, il meurt dans un hôpital, à l'âge de 78 ans.

## Discographie récente
- 1996 : Soft & Swing
- 2001 : The Wonderful World of Louis
- 2002 : Timeless Blues
- 2002 : Music Blues
- 2003 : Jazz Album
- 2003 : Napule 'Nu Quarto  'E Luna
- 2004 : Alibi perfetto [Soundtrack - Das perfekte Alibi]
- 2005 : Mirage

## Ouvrage
- (en) My father, il Duce: a memoir by Mussolini's son, Romano Mussolini, éditions Kales, 2006,  (ISBN 9780967007687)